# تبعید چچن‌ها و اینگوش‌ها
تبعید چچن‌ها و اینگوش‌ها (چچنی: До́хадар, Махках дахар - «выселение، разрушение»، چچنی: Нохчий а, гӀалгӀай а махкахбахар به زبان اینگوشی: Мехка дахар) که همچنین به عنوان عملیات عدس شناخته می‌شود (روسی: Чечевица انتقال اجباری کل جمعیت وایناخ (چچن و اینگوش) قفقاز شمالی به آسیای مرکزی توسط شوروی در ۲۳ فوریه ۱۹۴۴ در طول جنگ جهانی دوم بود. این اخراج به دستور لاورنتی بریا، رئیس ان کا وه ده، پس از تأیید جوزف استالین، رهبر شوروی، به عنوان بخشی از برنامه اسکان اجباری شوروی و انتقال جمعیتی انجام شد که بر چندین میلیون عضو اقلیت‌های قومی در اتحاد جماهیر شوروی بین دهه‌های ۱۹۳۰ و ۱۹۵۰ تأثیر گذاشت.
این اخراج حداقل از اکتبر ۱۹۴۳ آماده‌سازی شد و ۱۹۰۰۰ افسر و همچنین ۱۰۰۰۰۰ سرباز ان کا وه ده از سراسر اتحاد جماهیر شوروی در این عملیات شرکت کردند. این اخراج کل ملت‌های آنها و همچنین انحلال جمهوری خودمختار سوسیالیستی چچنی-اینگوش شوروی را دربر گرفت. پیامدهای جمعیتی این اخراج فاجعه بار و گسترده بود: از ۴۹۶۰۰۰ چچنی و اینگوش که تبعید شدند (طبق بایگانی شوروی؛ منابع چچنی تعداد اخراج شدگان را ۶۵۰۰۰۰ نفر اعلام کردند)، حداقل یک چهارم از بین رفتند. در مجموع، سوابق بایگانی نشان می‌دهد که بیش از صد هزار نفر در جریان دستگیری‌ها و حمل و نقل، و در سال‌های اولیه تبعید خود در قرقیزستان شوروی، قزاقستان شوروی و همچنین روسیه شوروی که برای اسکان اجباری به آنها فرستاده شدند مردند یا کشته شدند. منابع چچنی ادعا می‌کنند که ۴۰۰۰۰۰ نفر جان خود را از دست داده‌اند، در حالی که احتمال می‌رود تعداد بیشتری از اخراج‌ها وجود داشته باشد. درصد بیشتری از چچنی‌ها نسبت به هر گروه قومی دیگری که توسط انتقال جمعیت در اتحاد جماهیر شوروی مورد آزار و اذیت قرار گرفته بودند کشته شدند.  چچنی‌ها در تمام آن مدت تحت نظارت اداری مقامات ان کا وه ده بودند.
تبعید ۱۳ سال به طول انجامید و بازماندگان تا سال ۱۹۵۷، پس از اینکه مقامات جدید شوروی تحت رهبری نیکیتا خروشچف بسیاری از سیاست‌های استالین، از جمله تبعید کشورها را لغو کردند، به سرزمین مادری خود بازنگشتند. یک گزارش محلی نشان می‌دهد که حدود ۴۳۲۰۰۰ وایناخ تا سال ۱۹۶۱ در چچن-اینگوش شوروی اسکان داده شده‌اند، اگرچه در تلاش برای اسکان مجدد در قفقاز با موانع زیادی از جمله بیکاری، کمبود مسکن و درگیری‌های قومیتی با جمعیت محلی روسیه مواجه شدند. سرانجام چچن‌ها و اینگوش‌ها بازیابی پیدا کردند و اکثریت جمعیت را دوباره به دست آوردند. این اخراج زخمی دائمی در خاطره بازماندگان و فرزندانشان بر جای گذاشت. ۲۳ فوریه امروز توسط اکثر اینگوش‌ها و چچن‌ها به عنوان روز تراژدی یاد می‌شود. بسیاری در چچن و اینگوشتیا مانند پارلمان اروپا در سال ۲۰۰۴، آن را به عنوان یک اقدام نسل‌کشی طبقه‌بندی می‌کنند.

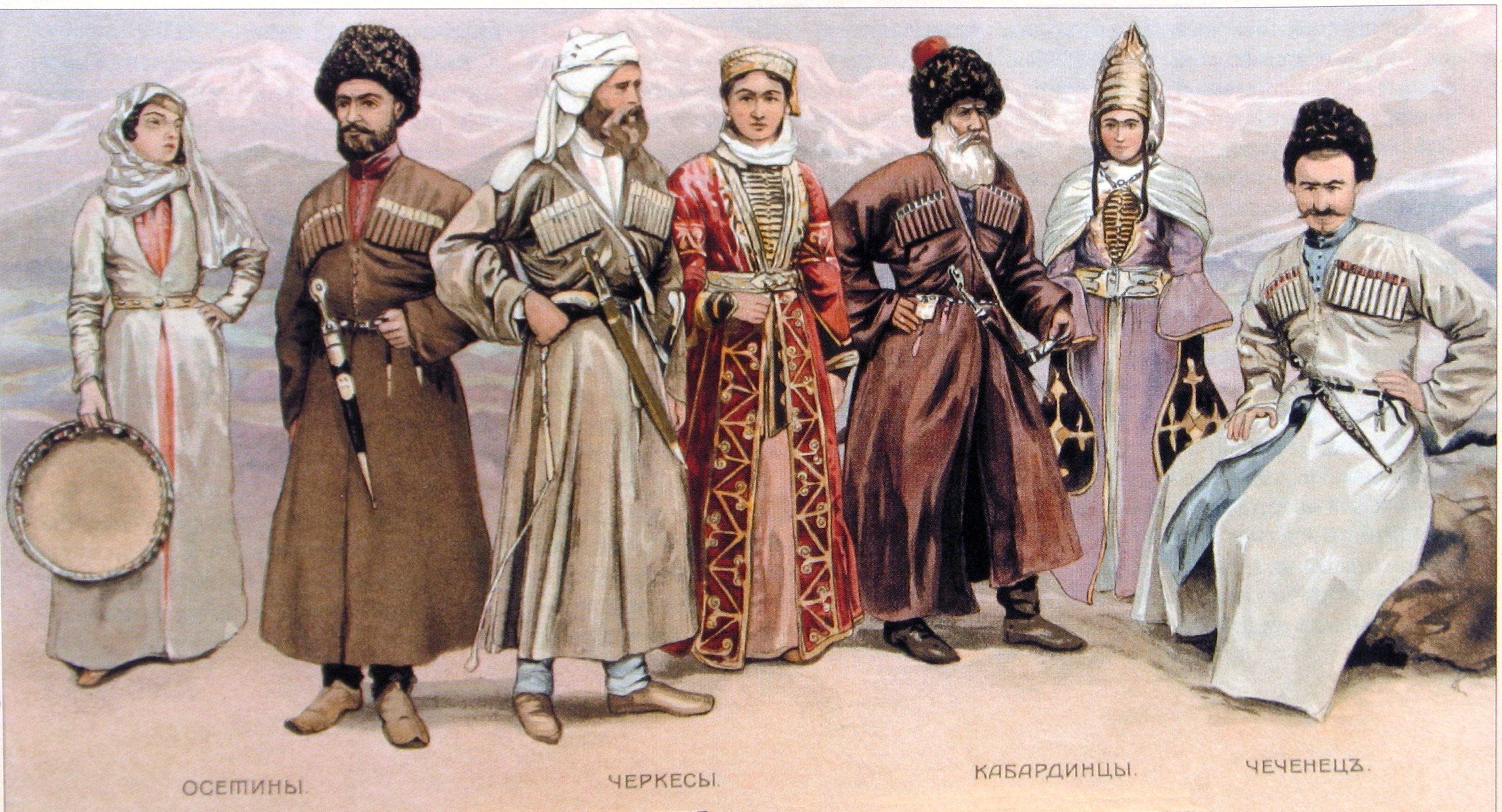
تابلویی که مردم چچن، اوستی، چرکس و کاباردینی قفقاز را در قرن نوزدهم به تصویر می‌کشد و چچنی‌ها با مردی که در سمت راست قرار دارند نشان داده می‌شوند.

نقشه مناطق چچن و اینگوش قفقاز قبل از تبعید

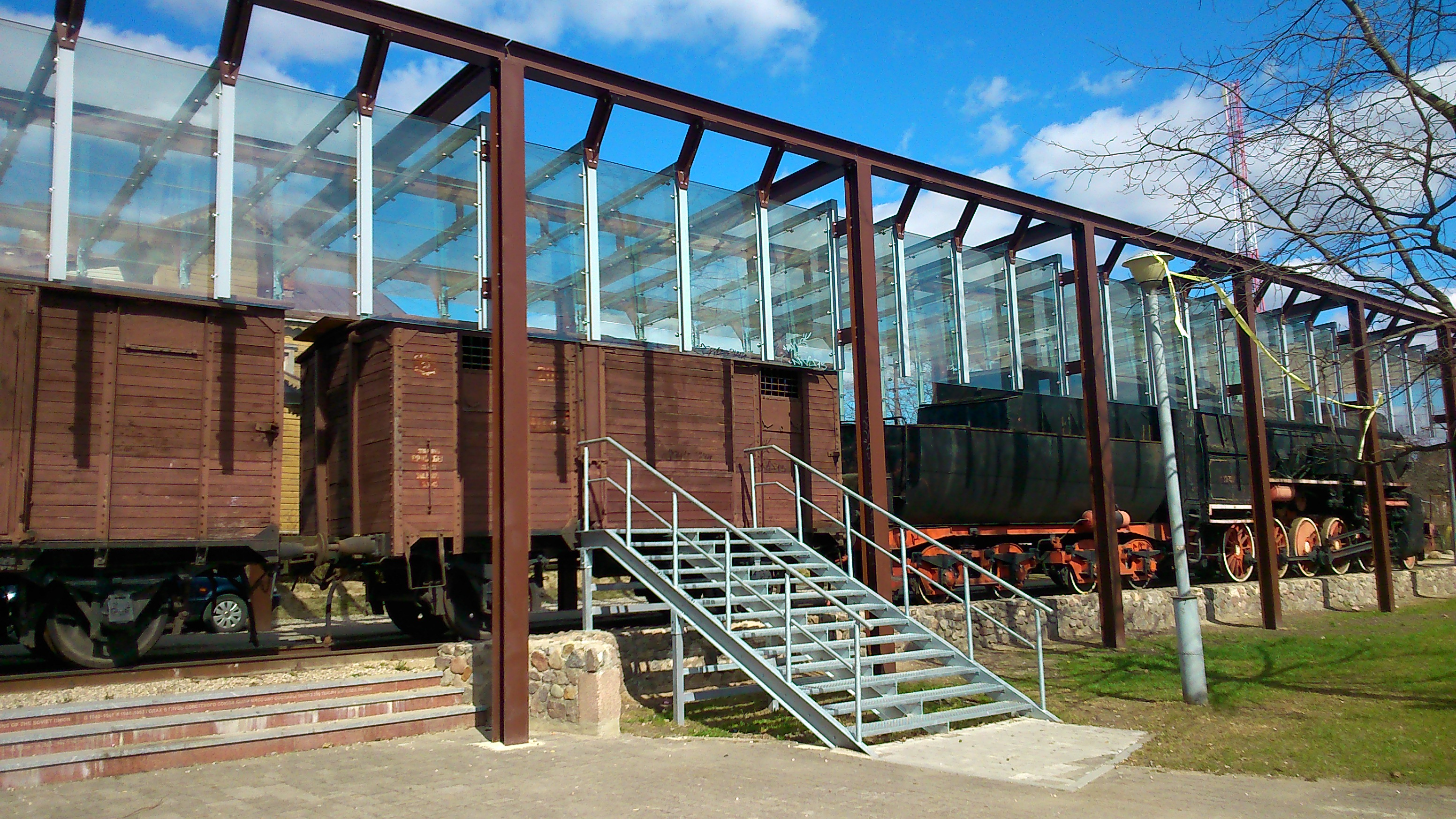
برای اخراج چچنی‌ها و اینگوش‌ها از واگن‌های باری بسته استفاده شد

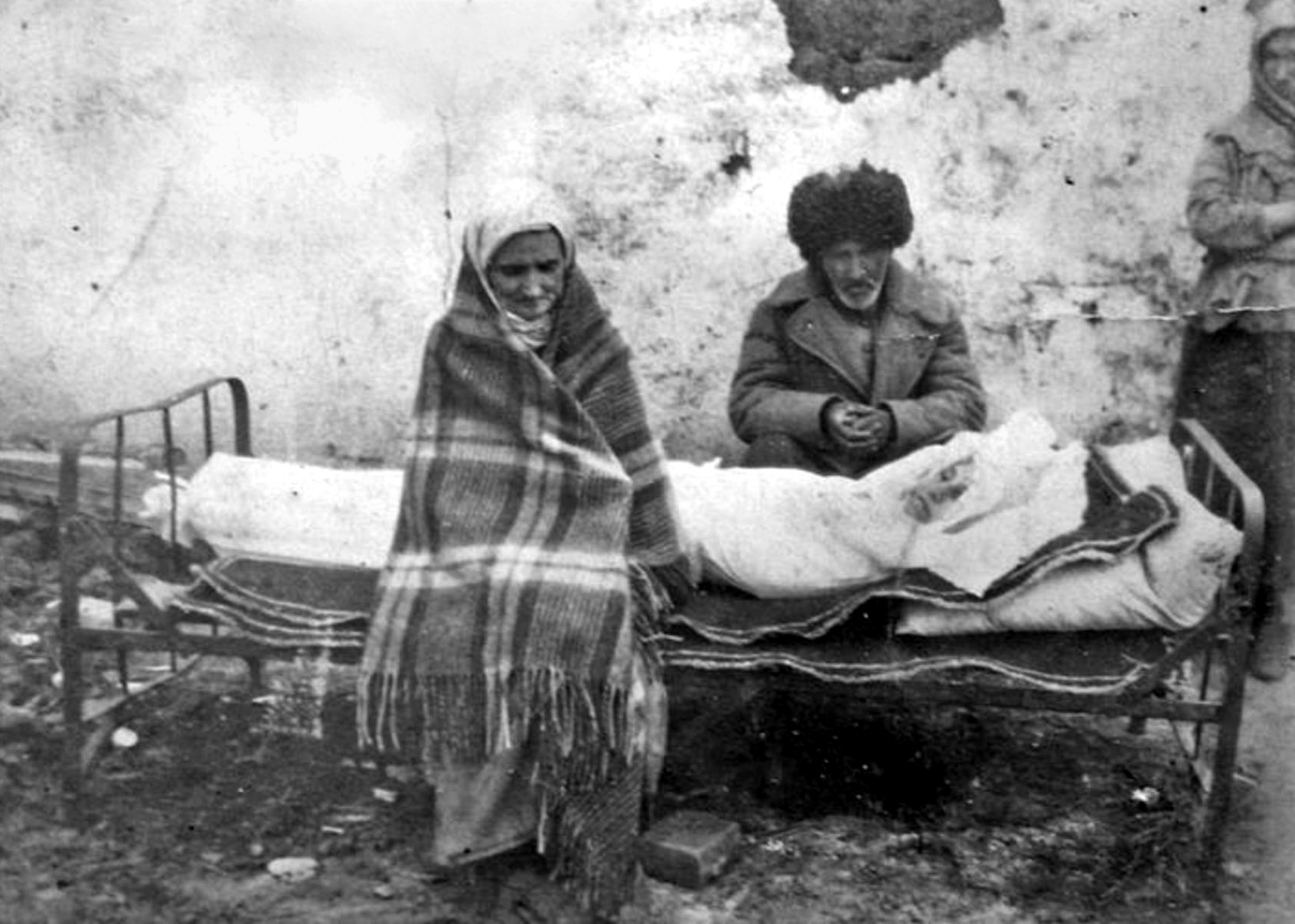
خانواده اینگوش در سوگ مرگ دخترشان در قزاقستان

### بازگشت

بازگشت چچنی‌ها و اینگوش‌ها به وطن

در ۱۶ ژوئیه ۱۹۵۶ هیئت رئیسه شورای عالی اتحاد جماهیر شوروی با صدور فرمانی محدودیت‌های وضعیت حقوقی چچن‌ها، اینگوش‌ها و کراچایی‌ها را در شهرک‌های ویژه لغو کرد.  در ژانویه ۱۹۵۷، شورای وزیران شوروی فرمانی را تصویب کرد که به ملت‌های سرکوب شده اجازه می‌داد آزادانه در اتحاد جماهیر شوروی تردد کنند.  چچن‌ها و اینگوش‌ها به این ترتیب به وضع قبل بازگشتند.  تبعید آنها ۱۳ سال به طول انجامید.  برخی از آنها در سال ۱۹۵۴ به آرامی به قفقاز بازگشتند، اما توسط مقامات پس فرستاده شدند. تنها در سال ۱۹۵۶، بین ۲۵۰۰۰ تا ۳۰۰۰۰ چچنی و اینگوش به وطن خود بازگشتند، حتی برخی از آنها اجساد بستگان خود را حمل کردند. دولت شوروی سعی کرد به آنها خودمختاری را در داخل ازبکستان بدهد یا آنها را در سایر نقاط قفقاز اسکان دهد، اما بازگشت کنندگان مصرانه برای بازگشت به سرزمین مادری خود تلاش کردند. 

نقشه جمهوری خودمختار سوسیالیستی چچن-اینگوش شوروی از ۱۹۵۷ تا ۱۹۹۱

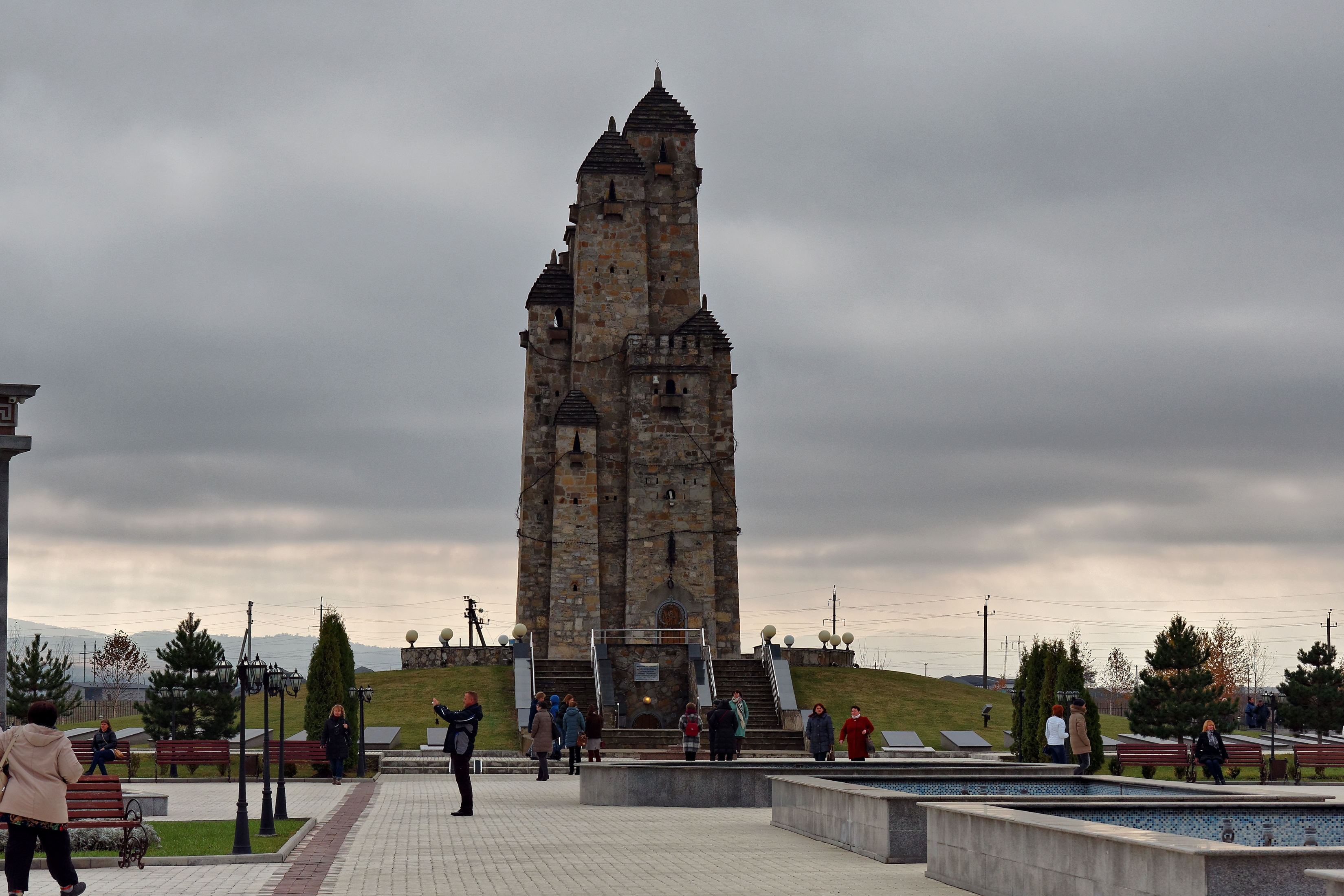
بنای یادبود «۹ برج» در نذران به یاد تبعید

## استناد
1. ↑  "Къам дохорх лаьцна дийцар берашна а дихкинера Нохчийчохь". Маршо Радио (به چچنی). 2014-02-24. Retrieved 2021-01-21.
2. ↑  "Нохчийчохь долу хьал гайтаран куьзга ду Кутаев Руслан лаьцна латтор". Маршо Радио (به چچنی). 2014-07-02. Retrieved 2021-01-21.
3. ↑  ""Хьахон мел дихки а, дазло и къематде"". Маршо Радио (به چچنی). 2016-02-23. Retrieved 2021-01-21.
4. ↑  Хь. Даудова (2020-02-25). ""Хуьлуш лаьтташехь бакъхила йиш яц аьлла хетара…"". Даймохк (به چچنی). Retrieved 2021-01-21.
5. ↑  Муса Мурадов (2017). ""В ссылку уезжали отдельные семьи, а вернулась нация"". کمرسانت. Retrieved 2021-01-21.
6. 1 2  Chanturiya, Kazbek (23 February 2017). "After 73 years, the memory of Stalin's deportation of Chechens and Ingush still haunts the survivors". OC Media. Retrieved 27 November 2019.
7. ↑  Ther 2014.
8. ↑  Polian 2004.
9. ↑  Smith 2006.
10. ↑  Bryan 1984.
11. ↑  Brauer 2010.
12. ↑  Cornell 2005.